# فريتس فان هال
فريتس فان هال (بالهولندية: Frits van Hall)‏ هو رسام هولندي، ولد في 8 مايو 1899 في سمارانغ في إندونيسيا، وتوفي في 18 يناير 1945 في غليفيتسه في بولندا.

## معرض صور

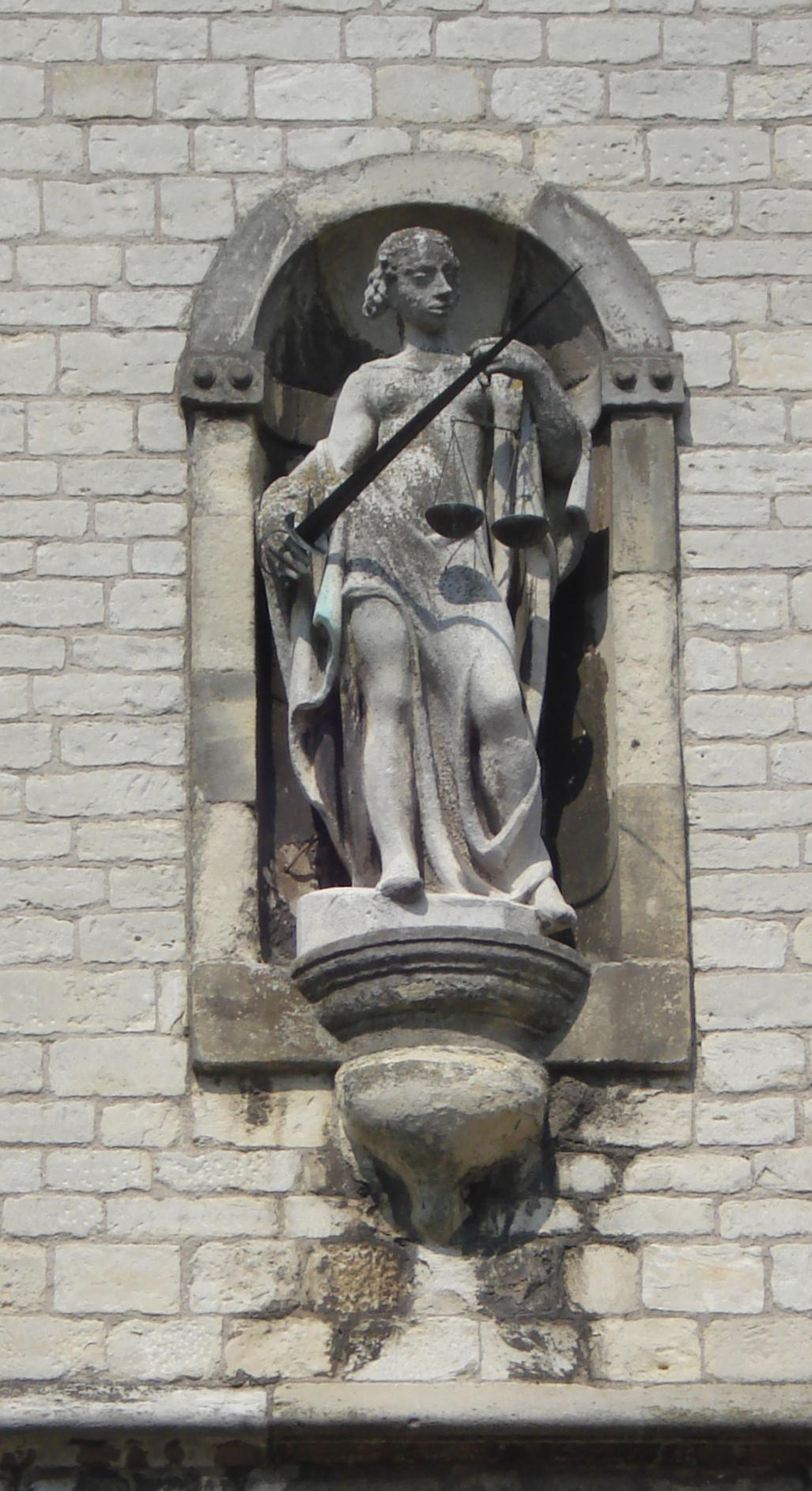
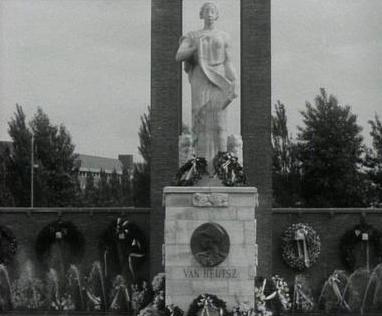
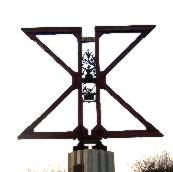
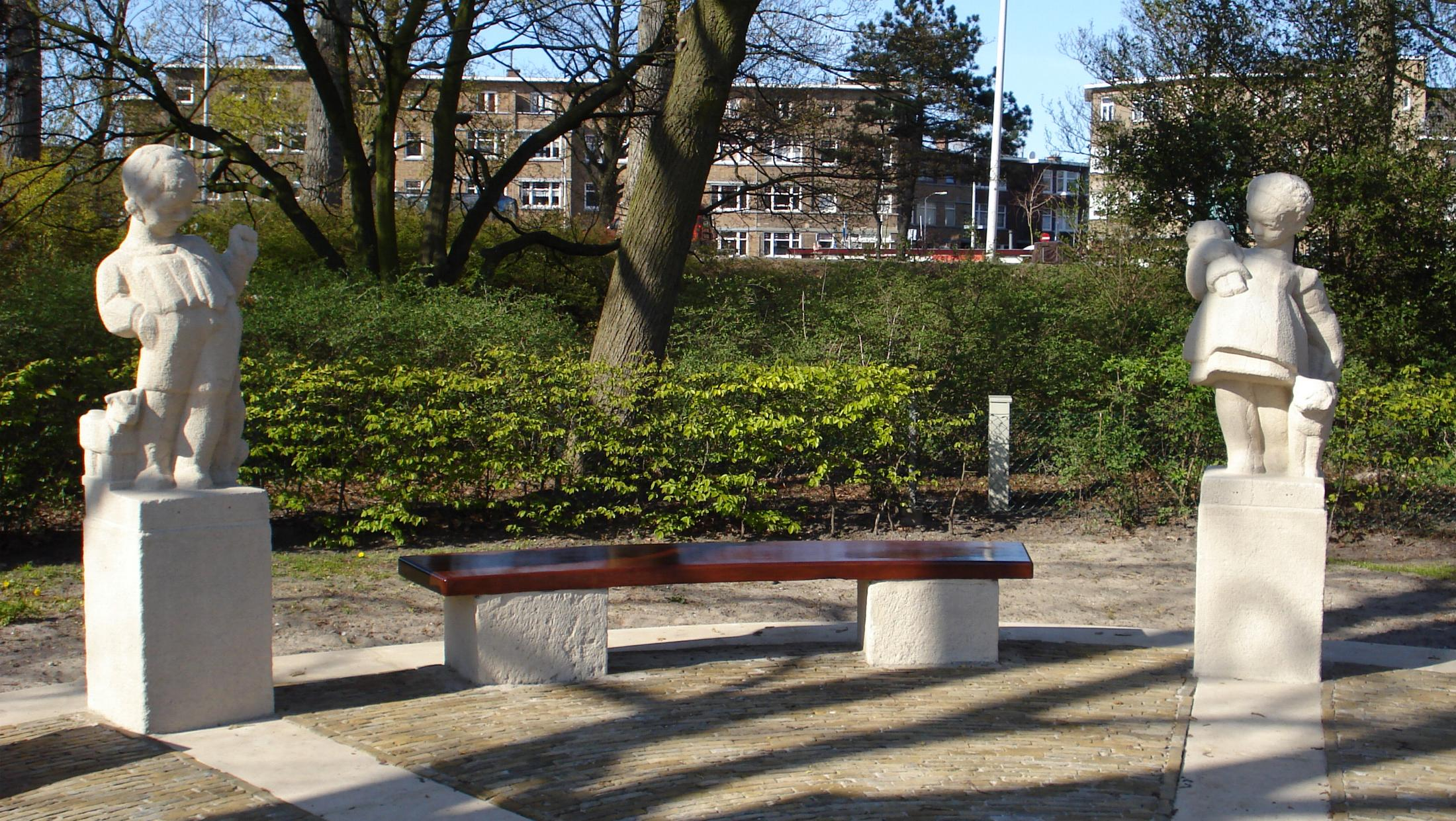
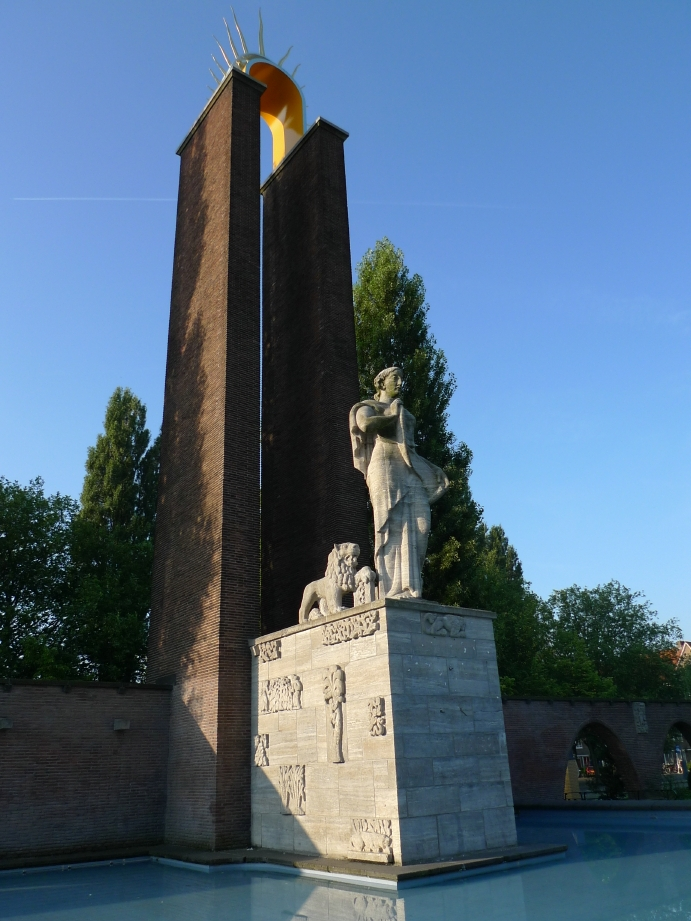
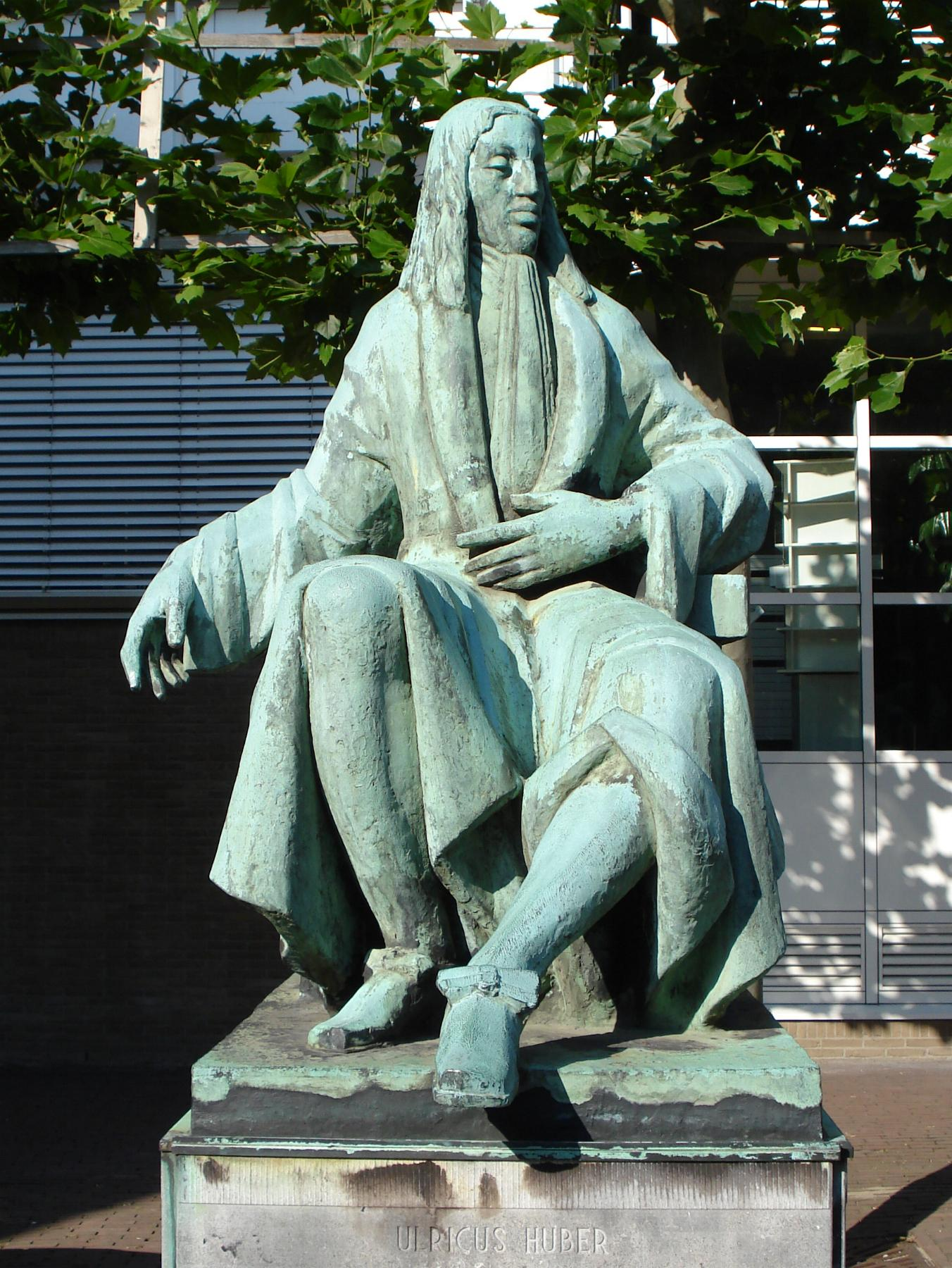